# 18 Cephei
18 Cephei, eller MO Cephei, är en misstänkt långsam irreguljär variabel av LB-typ i stjärnbilden Cepheus. Stjärnan varierar mellan visuell magnitud +5,13 och 5,33 utan någon påvisad periodicitet.